# Бејли Зимерман
Бејли Лин Зимерман (енгл. Bailey Lynn Zimmerman; Луисвил, 27. јануар 2000) амерички је кантри певач.

## Биографија
Рођен је 27. јануара 2000. у Луисвилу. Са девер година је научио да свира гитару, а већи део детињства посветио је вожњи бицикла и игрању бејзбола. Родитељи су му се развели када је имао десет година. Има старијег брата Долтона и млађег брата Николаса. Изјашњава се као хришћанин. Мајка га је упознала са глам метал музиком, а као узоре је навео Кид Рока и групе Avenged Sevenfold и Nickelback. TikTok му је помогао у проналажењу музичких спонзора.

## Дискографија
- (2023)